# Mangaung
Mangaung este un municipalitate metropolitană din Africa de Sud.